# The Perfect Guy
The Perfect Guy (bra: O Cara Perfeito) é um filme estadunidense de 2015 dirigido por David M. Rosenthal. Recebeu críticas geralmente negativas, mas foi um sucesso de bilheteria, arrecadando US$ 60,3 milhões contra seu orçamento de US$ 12 milhões.

## Sinopse
Após um fim de relacionamento com seu namorado, uma mulher se envolve com um homem perfeito demais para ser verdade.

## Elenco
- Sanaa Lathan ... Leah Vaughn
- Michael Ealy ... Carter Duncan
- Morris Chestnut ... Dave
- Charles S. Dutton
- Rutina Wesley
- Kathryn Morris
- Holt McCallany

## Produção
A fotografia principal de The Perfect Guy começou no dia 6 de agosto de 2014, em Los Angeles. O filme foi filmado principalmente à noite usando câmeras digitais da Sony e lentes anamórficas. Grande parte das filmagens usaram a luz disponível para criar um visual "misterioso", porque "David queria que o filme fosse escuro", de acordo com o diretor do filme de fotografia Peter Simonite. As filmagens foram encerradas em 34 dias, em meados de setembro 2014.

## Recepção
No CinemaScore, o público deu ao filme uma nota média de "A−" em uma escala de A+ a F.
No site agregador de críticas Rotten Tomatoes, 19% das 43 avaliações dos críticos são positivas. O consenso do site afirma: "ameaça cair em território agradavelmente depravado, mas acaba se contentando com clichês de suspense tímidos"
O Metacritic, que usa uma média ponderada, atribuiu ao filme uma pontuação de 36 em 100, baseado em 13 críticos, indicando críticas "geralmente desfavoráveis".